# Cohors IV Hispanorum equitata
La Cohors IV Hispanorum fue una unidad de auxilia de infantería del ejército del Imperio Romano del tipo cohors quinquagenaria equitata, cuya existencia está constatada desde la primera mitad del siglo I hasta mediados del siglo III.

## Reclutamiento y operaciones bajo losJulio-Claudiosy elaño de los cuatro emperadores

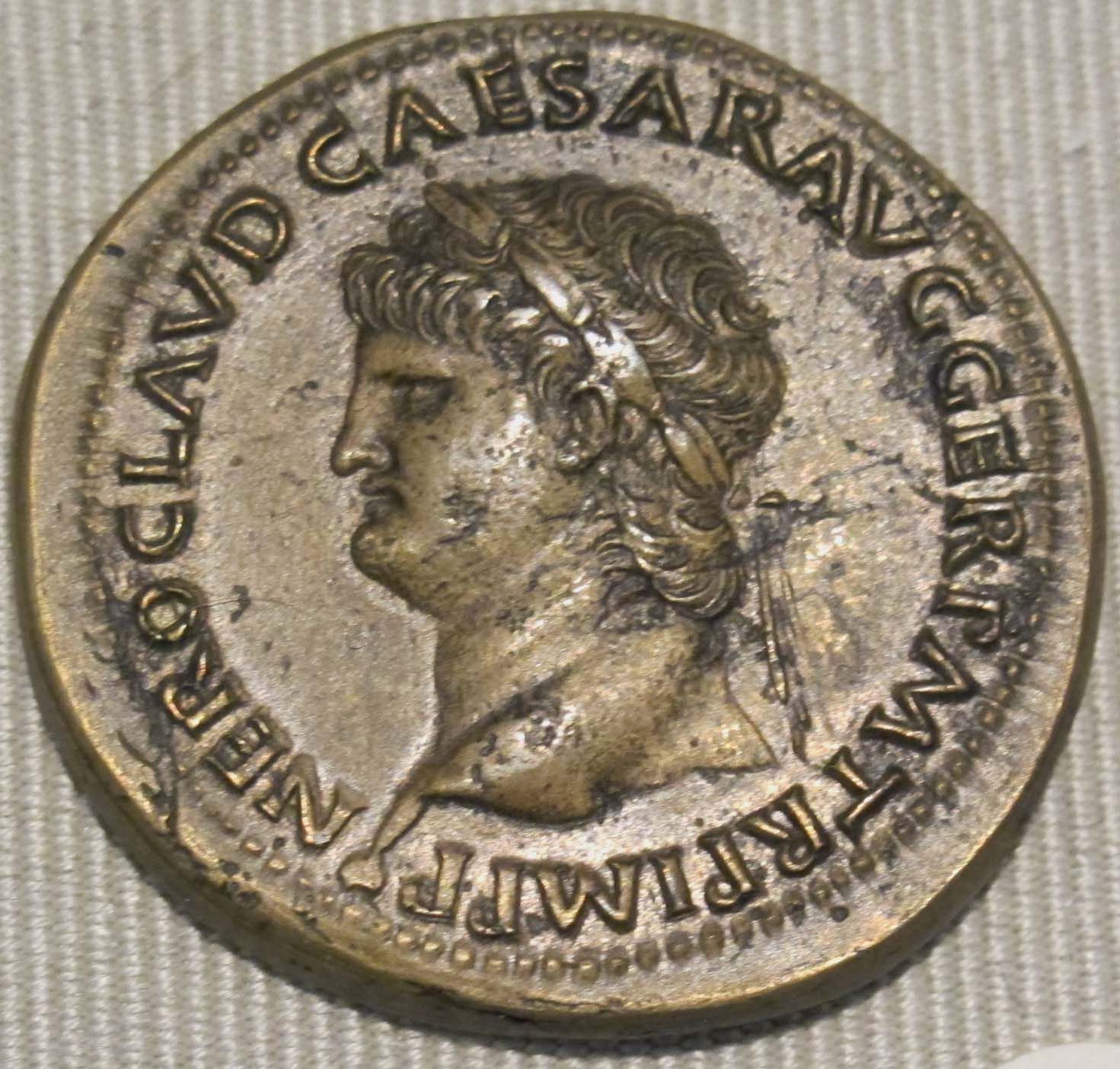
Sestercio del emperador Claudio, emperador que ordenó el reclutamiento de la Cohors IV Hispanorum

Esta cohorte fue reclutada por orden del emperador Claudio I en 50 en la provincia Hispania Citerior Tarraconensis, por lo que recibió el epíteto Hispanorum. Está leva estaba relacionada con el final de las operaciones de conquista de Britannia y la consiguiente reorganización de unidades auxiliares del ejército imperial, lo que conllevó la creación de nuevas cohortes mixtas  de infantería y caballería. La unidad fue enviada, posiblemente, al limes del Danubio, estableciendo sus reales en la parte baja del curso de ese río, en la provincia imperial Moesia, frente al territorio del reino Dacio, aunque no existe ninguna prueba epigráfica al respecto anterior a 75.
Sus labores de guarnición bajo los Julio-claudios se vieron interrumpidas en 68 con el asesinato de Nerón y la guerra civil que enfrentó, sucesivamente, a Galba, Otón, Vitelio y Vespasiano en 69, declarándose la unidad partidaria de Vespasiano, junto con todo el ejército de Moesia.

## LosFlavios
Una vez restablecida la paz con la victoria de Vespasiano en 69, la unidad debió volver a las labores de guarnición en el bajo Danubio, como aparece constatadao en dos diplomata militaris fechados en 75.
No se conservan más testimonios de su estancia por Moesia, aunque debió participar en la guerra dacia de Domiciano entre 86 y 92.
La cohorte fue asignada a la nueva provincia Moesia Inferior resultante de la división de la gran provincia Moesia en dos partes, Superior e Inferior, aunque tampoco se conservan testimonios epigráficos sobre esta circunstancia.

## La unidad bajoTrajanoy durante el siglo II
La Cohors IV Hispanorum continuaba formando parte de la guarnición de Moesia Inferior a comienzos del imperio de Trajano, participando en las guerras dacias de Trajano, siendo trasladada a la nueva provincia Dacia al ser incorporado este territorio al Imperio, debiendo sentar sus reales en la base de Angustia (Bretcu, Rumanía), donde se atestiguan materiales de construcción sellados con la figlina de esta unidad.
En 117, ya bajo Adriano, al ser dividida la provincia en dos, la unidad fue asignada a la nueva provincia Dacia Superior, trasladando su campamento al castellum de Praetoria Augusta (Inlaceni, Rumanía), donde también aparecen materiales de construcción sellados con su figlina y numerosas inscripciones de oficiales y soldados de la unidad.

Mapa de la Dacia romana, en el que aparece la provincia Dacia Superior, en la que estuvo de guarnición la CohorsIV Hispanorum.

Diferentes diplomata militaris atestiguan la pertenencia de la unidad a la guarnición de esta provincia bajo:
- Adriano entre 135 y 138[6]
- Antonino Pío el 25 de abril de 142[7] el 23 de febrero de 144[8] y el 8 de julio de 148.[9]
- Bajo Marco Aurelio el 1 de abril de 179.[10]
- Fecha indeterminada.[11]

Debió participar en las operaciones de este último emperador y de su hijo y sucesor Cómodo contra sármatas, cuados y marcomanos durante las guerras marcomanas de 165 a 189. Bajo Cómodo, la unidad mantenía sus cuarteles en Praetoria Augusta, donde fue dirigida por el Praefectus cohortis Publio Didio Itálico, natural de la provincia Mauretania Caesariensis, prestando servicio en ella en ese reinado el decurio Publio Aelio Fusco.
En un momento indeterminado de la segunda mitad del siglo II fue dirigida por los siguientes Praefecti cohortis atestiguados en su base de Praetoria Augusta:
- Tito Annio Aniano, natural de Tipasa en Mauretania Caesariensis.[14]
- Cayo Julio Juliano, nacido en Roma, capital del Imperio.[15]
- Tito Vetio Severo, originario de Mutina en la Regio VIII de Italia.[16]
- Publio Elio Eliano.[17]
- Tito Elio Crescentiano.[18]
- Pulio Elio Honorato.[19]
- Lucio Julio Iucundo.[20]
- Publio Didio Nepote, nacido en Roma, la capital imperial.[21]

## LosSeveros, elsigloIIIy el final de la cohorte
Tras el asesinato de Cómodo en 192 y el Pertinax en 193, la unidad debió apoyar las pretensiones al trono de Septimio Severo, permaneciendo en su base Praetoria Augusta para custodiar la frontera de su provincia, cuya guarnición había sido debilitada para reforzar las tropas de Severo frente a Pescenio Níger, el Imperio Parto y Clodio Albino.
La unidad se declaró leal a Caracalla entre 211 y 217
Tras la guerra civil de 238, la unidad manifestó su lealtad a Gordiano III entre 241 y 244, siendo dirigida en su base de Praetoria Augusta por el Praefectus cohortis Aurelio Sereno.
El último testimonio de esta cohorte, procedente también de su campamento de Praetoria Augusta, indica su lealtad al emperador Filipo el Árabe en 248. Debió ser destruida por las invasiones realizadas por alamanes y godos contra las provincias de la Dacia romana entre los imperios de Decio y Galieno.